# فاطمة بنت الوليد بن عبد شمس
فاطمة بنت الوليد وهي ابنة الوليد بن عبد شمس المخزومي من أشراف قريش. أسلم يوم الفتح استشهد باليمامة، وأمها أسماء بنت أبو جهل، وهي زوجة الخليفة عثمان بن عفان وأنجبت منه وليد وسعيد وأم سعيد.
قال ابن شهاب : كانت ابنة أخيه ، وكانت من المهاجرات الأول ، قال : فهي يومئذ من أفضل أيامى قريش ، ثم تزوجها بعده الحارث بن هشام فيما ذكر إسحاق بن أبي فروة . وليس ممن يحتج به هكذا ذكر العقيلي في نسبها وذكر في ذلك حديث إسحاق بن عبد الله بن أبي فروة ، عن إبراهيم بن العباس بن الحارث ، عن أبي بكر بن الحارث ، عن فاطمة بنت الوليد أم أبي بكر ــ أنها كانت في الشام تلبس الجباب من ثياب الخز ، ثم تأتزر فقيل لها : أما يغنيك هذا عن الإزار ؟ فقالت : سمعت رسول الله صلى الله عليه وسلم يأمر بالإزار . وهذا الحديث حدثناه عن الوارث بن سفيان ، قال : حدثنا قاسم بن أصبغ ، حدثنا أحمد بن زهير ، حدثنا مالك بن إسماعيل أبو غسان حدثنا عبد السلام بن حرب ، عن إسحاق بن عبد الله بن أبي فروة . ولم ينسبها ابن أبي خثيمة ، ونسبها العقيلي ، وغيره يخالفه فيها فيقول : هي فاطمة بنت الوليد بن المغيرة المخزومي . قتل أبوها باليمامة وأمها أم حكيم بنت أبي جهل ، فعلى هذا هي أخت خالد بن الوليد ، أخرجها أبو عمر ، وجعل الحديث في هذه الترجمة ، وكان ينبغي أن يكون في ترجمة فاطمة بنت الوليد بن المغيرة ، لأن الحديث مشهور بها ، وأما ابن منده وأبو نعيم فرويا هذا الحديث عن أبي بكر بن عبد الرحمن ، وجعلاه في ترجمة فاطمة بنت الوليد القرشية ، ولم ينسبها أكثر من هذا ، وكلاهما قرشيتان . ولكن أبو بكر بن عبد الرحمن يروي عن المخزومية ، فقد جعلنا علامتهما في ترجمتها ، والله أعلم .
وتزوج فاطمة أمير المؤمنين عثمان بن عفان رضي الله عنه فولدت له : ( سعيداً ) و ( الوليد ) ، ويقال : إن اسمها ( أسماء ) .
قُتِل أبُوهَا ببدر كافرًا، وعمتها هي فاطمة بنت عتبة، ورُوِيَ عن عائشة ــ زوج النبي صَلَّى الله عليه وسلم ــ وأم سلمة: أن أبا حُذَيفة بن عُتبة بن ربيعة كان تَبَنَّى سالمًا وأنكحه ابنة أخيه هند بنت الوليد بن عُتْبَة، وهو مولى لامرأة من الأنصار، كما تبنى رسول الله صَلَّى الله عليه وسلم زيد بن حارثة، وكان من تبنى رجلًا في الجاهلية دعاه الناس إليه، ووَرِث ميراثه، حتى أنزل الله عز وجل: {ادْعُوهُمْ لِأَبَائِهِمْ}... الآية، فرُدُّو إلى آبائهم، فمن لم يعلم له أب كان مولى وأخًا في الدين، فجاءت سَهلة بنت سُهَيل بن عمرو ــ امرأة أبي حذيفة القرشية العامرية ــ فقالت: يا رسول الله، إنا كنا نرى سالمًا ولدًا... ، وذكر الحديث أنها أرضعته.